# 甘洛乡
甘洛乡，是中华人民共和国江西省吉安市安福县下辖的一个乡镇级行政单位。

## 行政区划
甘洛乡下辖以下地区：
石陂村、夏塘村、大郭村、甘洛村、西溪村、三舍村、康家村、坪湖村和南阜村。